# Mega Man (игра)
Mega Man – видео игри в Япония, в жанра Екшън (Action), разработени и разпространени от Capcom за гейминг платформата Nintendo Entertainment System през 1987 г. По-късно копиран много пъти за различни игрови конзоли, включително услуги Virtual Console. Играта поставя началото на една от най-големите серийни игри, получили множество продължения. Най-добрите експерти в областта на кибернетиката и роботиката – д-р Томас Лайт и д-р Албърт Вайли – създават осем различни робота: Rock, Roll, Cut Man, Guts Man, Ice Man, Bomb Man, Fire Man и Elec Man.

## Роботи
| Робот    | Специални оръжия                  | Слабост            |
| -------- | --------------------------------- | ------------------ |
| Cut Man  | Ножици бумеранг (Rolling Cutter)  | Супер ръка         |
| Elec Man | Електрически заряд (Thunder Beam) | Ножици бумеранг    |
| Ice Man  | Леден дъх (Ice Slasher)           | Електрически заряд |
| Fire Man | Огнен изстрел (Fire Storm)        | Леден дъх          |
| Bomb Man | Хипер-бомба (Hyper Bomb)          | Огнен изстрел      |
| Guts Man | Супер ръка (Super Arm)            | Хипер-бомба        |